# 邱建新
邱 建新（きゅう けんしん、ちう じゃんしん、Qiu Jianxin 1965年12月26日 - ）は、中華人民共和国・江蘇省出身、ドイツの卓球選手、卓球コーチ。
1989年以降、卓球ブンデスリーガの複数のクラブでプレーした。
2020-21シーズンまでTリーグ木下マイスター東京の総監督を務めていた。

## 略歴
邱建新は1987年に学生世界チャンピオンになり、中国代表にも招集された。
1989年にドイツに渡り、ブンデスリーガのSpvg Steinhagenに入団した。
1990年には Post Mülheim、1992年にはブンデスリーガ2部のフリッケンハウゼンに移籍した。
1995年、フリッケンハウゼンはブンデスリーガ1部に昇格した。
現役引退後は、フリッケンハウゼンで監督を務めた。
2005–2006年シーズンにチームがドイツチャンピオンになると、同年のコーチ・オブ・ザ・イヤーを受賞した。
2014年には日本とヨーロッパの若手の本格指導の拠点としてドイツに「BTTC（バタフライ・テーブルテニス・センター）を設立した。
水谷隼のプライベートコーチになり、リオ五輪でのメダル獲得に貢献した。
2018年からは木下グループ卓球部総監督に就任した。

## 家族
ドイツ・ブンデスリーガの名門・ボルシア・デュッセルドルフに在籍している邱党は、邱建新の息子である。

## 主な成績
1986年
- 全中国選手権　団体、男子ダブルス優勝

2006年
- ヨーロッパ最優秀監督賞を受賞